# Течвиц

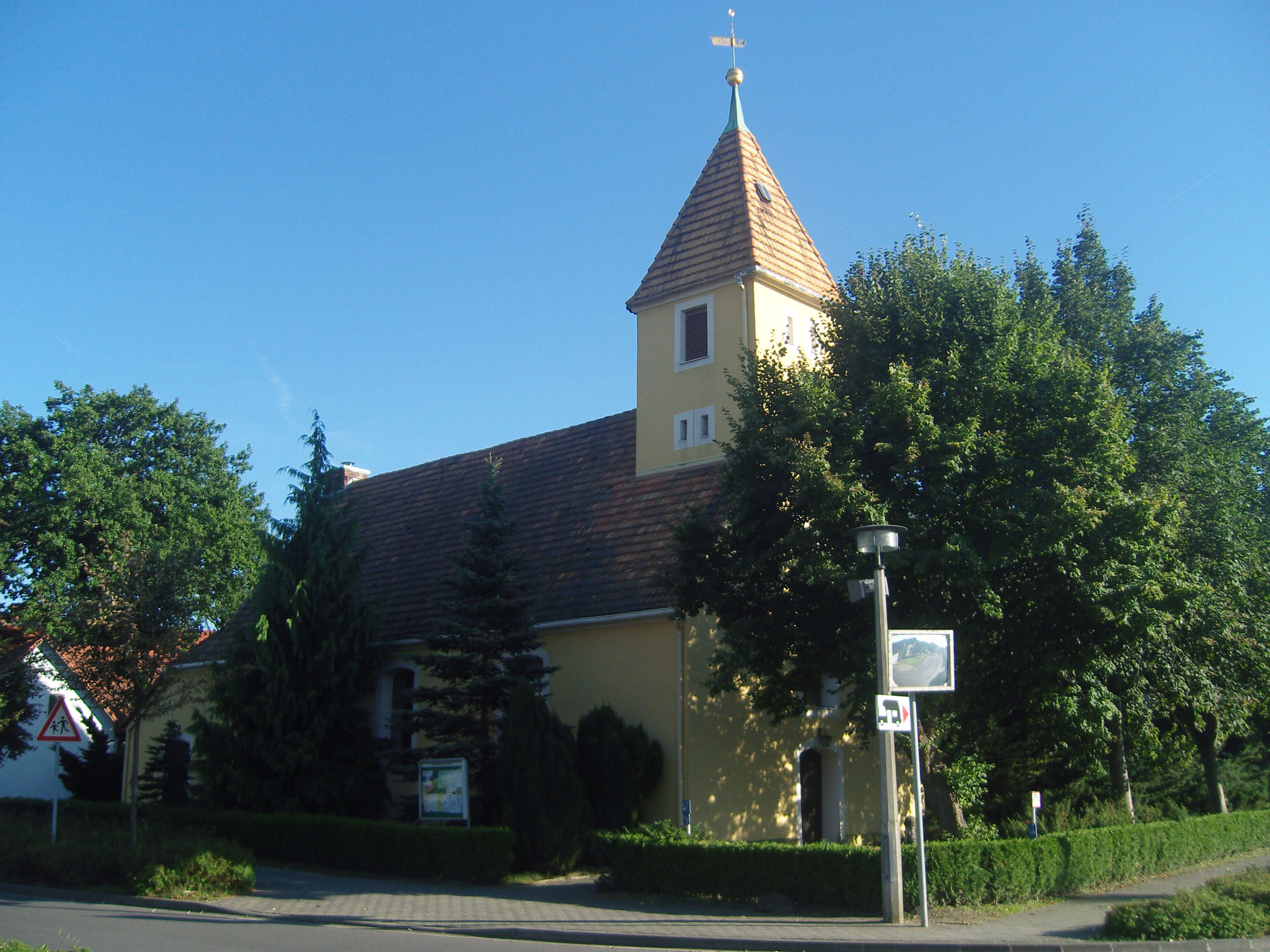
Лютеранский храм

Те́чвиц или Пта́чецы (нем. Tätzschwitz; в.-луж. Ptačecyо файле) — деревня в Верхней Лужице, Германия. Входит в состав коммуны Эльстерхайде района Баутцен в земле Саксония. Подчиняется административному округу Дрезден.

## География
Находится на самом севере Верхней Лужицы в районе Лужицких озёр недалеко от границы с федеральной землёй Бранденбург поблизости от южного берега Лейнянского озера примерно в девяти километрах юго-восточнее от бранденбургского города Зенфтенберг и примерно в одиннадцати километрах северо-западнее от города Хойерсверда.
Через деревню проходит окружная автомобильная дорога 9211.
Соседние населённые пункты: на северо-востоке — деревня Лейно, на юго-востоке — деревня Любуш-Колония (входит в городские границы Лаута), на юге — город Лаута, на западе — деревня Кошина коммуны Зенфтенберг и на северо-западе — деревня Кошинка коммуны Зенфтенберг.

## История
Впервые упоминается в 1401 году под наименованием Taczewicz.
В годы нацистского режима носила наименование Vogelhain (1937—1946).
С 1995 года входит в современную коммуну Эльстерхайде.
В настоящее время деревня входит в состав культурно-территориальной автономии «Лужицкая поселенческая область», на территории которой действуют законодательные акты земель Саксонии и Бранденбурга, содействующие сохранению лужицких языков и культуры лужичан.
Исторические немецкие наименования
- Taczewicz, 1401
- Datwitsch, Datschwitz, 1551
- Tatzwitz, 1568
- Taschwitz, 1590
- Tätzschwitz, Detschwitz, 1635
- Vogelhain, 1937—1946

## Население
Официальным языком в населённом пункте, помимо немецкого, является также верхнелужицкий язык.
Согласно статистическому сочинению «Dodawki k statisticy a etnografiji łužickich Serbow» Арношта Муки в 1884 году в деревне проживало 432 человека (из них — 432 серболужичанина (100 %)).
Лужицкий демограф Арношт Черник в своём сочинении «Die Entwicklung der sorbischen Bevölkerung» указывает, что в 1956 году при общей численности в 649 человек серболужицкое население деревни составляло 67,3 % (из них верхнелужицким языком владело 346 взрослых и 91 несовершеннолетний).
| 1825 | 1871 | 1885 | 1905 | 1925 | 1939 | 1946 | 1950 | 1964 | 1990 |
| ---- | ---- | ---- | ---- | ---- | ---- | ---- | ---- | ---- | ---- |
| 334  | 433  | 408  | 455  | 607  | 664  | 630  | 636  | 614  | 444  |